# Clibadium acuminatum
Clibadium acuminatum là một loài thực vật có hoa trong họ Cúc. Loài này được Benth. mô tả khoa học đầu tiên.